# 何宗彥
何宗彦（1559年—1624年），字君美，一字若善，號蘇嶺、又号昆柱，湖广德安府随州人，籍貫江西金溪，明朝政治人物，進士出身。

## 生平
九月二十六日生，治诗经。萬曆十三年（1585年）乙酉科湖广乡试十六名举人，二十三年（1595年）登乙未科二甲第二名进士，吏部觀政，改庶吉士，送翰林院读书。二十五年八月授翰林院编修，二十七年五月直起居注，二十九年三月养病。三十四年八月与吏科给事中翁宪祥典福建乡试，十二月升右中允兼编修，三十七年八月升右谕德兼翰林院侍讲，与洗馬南師仲典应天府乡试，三十八年四月为正使，行人桂绍龙为副使，捧册封楚府武岗王朱华增所选原任河南仪封县知县梅开先嫡一女梅氏为妃，三十九年八月升左春坊左庶子兼侍读，四十一年五月升詹事府少詹事、掌翰林院印。
萬曆四十二年（1614年）八月升礼部右侍郎兼翰林院侍读学士，署部事，摄尚书事。四十三年七月升左侍郎，照旧署掌印务，万历四十七年（1619年）被齐党排挤，挂印辞官致仕。次年，明光宗即位，八月晋何宗彦礼部尚书兼东阁大学士。天启元年（1621年）六月，何宗彦正式入阁。九月晋太子太保文渊阁大学士。十月晋少保武英殿大学士。天启三年（1623年）正月，晋少保兼太子太保户部尚书。七月晋少傅兼太子太傅。十一月晋太子太师。天启四年（1624年）正月，卒於官，赠太傅，谥文毅。

## 家族
曾祖何堰。祖何镐，庠生。父何其大，贈翰林院编修文林郎。母张氏，贈孺人。永感下。弟何宗聖，辛卯舉人。娶王氏，封孺人。子敦伯、敦仲、敦叔。

## 延伸阅读
[在维基数据编辑]
 《明史卷二百四十》，出自《明史》